# Bierbaumsches Haus

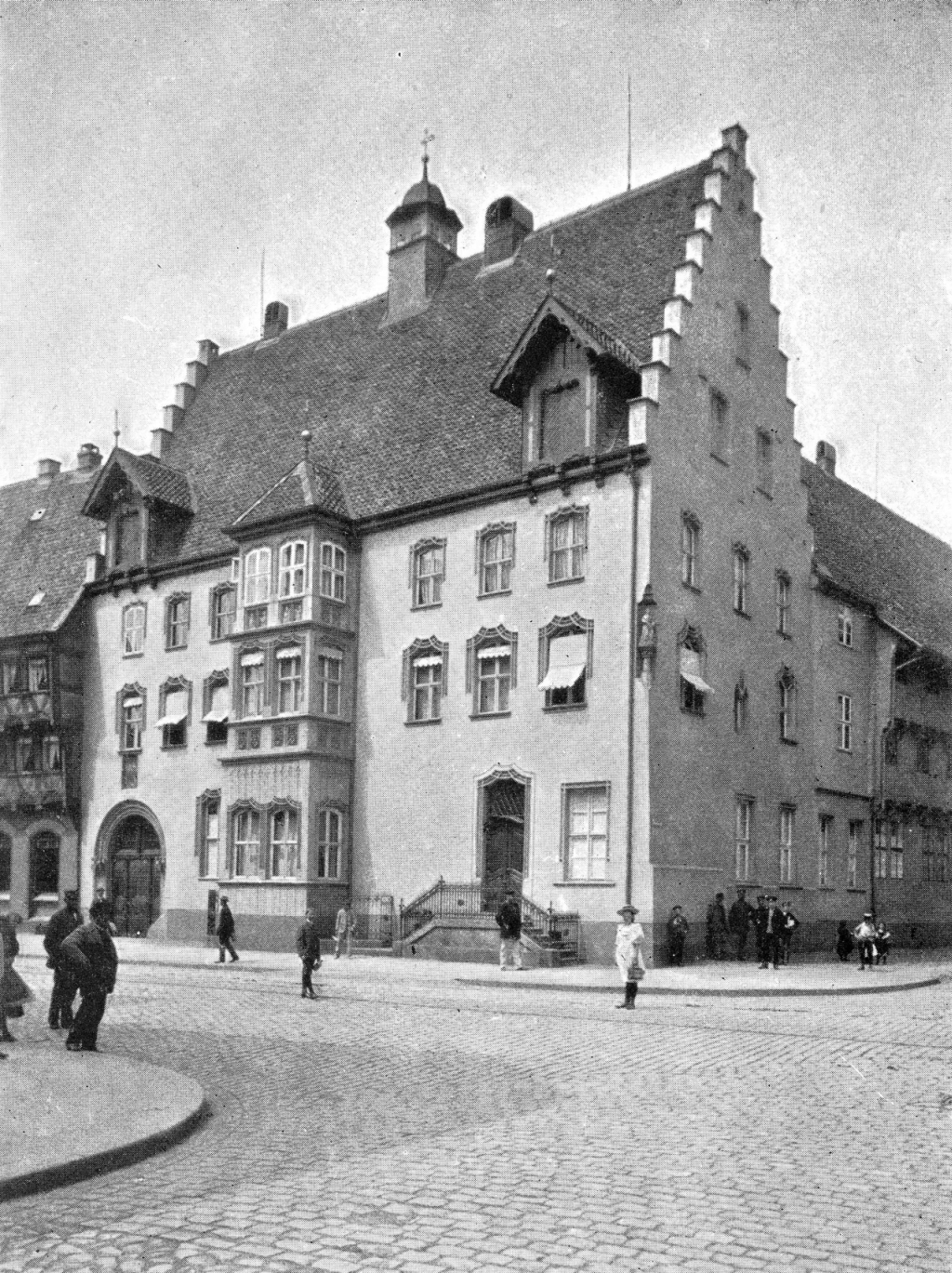
Das Bierbaumsche Haus vor 1897

Das Bierbaumsche Haus im historischen Braunschweiger Weichbild Hagen, Fallersleber Straße 8, wo es 1523 errichtet wurde. Das imposante Patrizierhaus zählte zu den wenigen spätgotischen Steingebäuden in Braunschweig. Während des Zweiten Weltkrieges wurde es durch alliierte Bombenangriffe stark beschädigt. Die Ruinen wurden schließlich abgerissen. Das Gebäude ist heute nicht mehr vorhanden.

## Bau- und Nutzungsgeschichte
An der Kreuzung der Fallersleber Straße 8 und der späteren Wilhelmstraße befand sich ein mittelalterlicher Vorgängerbau mit einer  steinernen Kemenate aus dem späten 13. Jahrhundert. Als Hausbesitzer ist 1374 Hans Eckermann urkundlich nachweisbar, der an der „Großen Schicht“ gegen den patrizischen Rat in der Weise beteiligt war, dass in seinem Haus der Bürgermeister Tile vom Damme gefangen gehalten wurde.
Im Jahre 1480 befand es sich im Besitz Hinriks von Peine. Der spätgotische Neubau unter Erhalt der Kemenate wurde 1523 errichtet. Der Bau diente im späten Mittelalter auch als Gästehaus der Stadt und beherbergte während der im Neustadtrathaus tagenden Schmalkaldischen Bundesversammlung im Jahre 1538 den dänischen König Christian III. Die Familie von Peine besaß das Haus noch bis zum Ende des 16. Jahrhunderts.
Von 1597 bis 1619 wurde das Haus von Jürgen bzw. Georg von der Schulenburg (1535–1619) und seiner Frau Lucia von Veltheim († 1620) bewohnt, deren Epitaph in der Katharinenkirche erhalten ist.
1657 war Autor von Rethen, dessen Vorfahren schon im 14. Jahrhundert im Weichbild Hagen wohnten, Besitzer des Hauses. 1686 kaufte es Jürgen Roerhand, der Großvater von Heinrich Bierbaums Frau.
Die namensgebende Kaufmannsfamilie Bierbaum hatte den Bau von 1752 bis 1925 in Besitz. Das 1925 von den Braunschweiger Stadtwerken übernommene Bierbaumsche Haus wurde während des Zweiten Weltkrieges beim Bombenangriff in der Nacht auf den 15. Oktober 1944 bis auf die massiven Außenwände zerstört. Die Trümmer wurden nach Kriegsende abgetragen.

## Baubeschreibung
Der dreigeschossige Steinbau besaß einen aus zwei Geschossen bestehenden steilen Treppengiebel. Die zur Fallersleber Straße hin liegende hölzerne Utlucht war reich geschmückt. Der Eingang und die Fenster waren mit Vorhangbögen verziert. An der Wilhelmstraße lag ein aus 14 Gefachen bestehender, dreigeschossiger Speicher, der im letzten Viertel des 16. Jahrhunderts erbaut wurde. Ein auf der linken Gebäudeseite liegendes, zur großen Däle führendes Rundbogentor wies Sitznischen mit darüberliegenden Maßwerkbaldachinen auf. Die Wappen der Familien von der Schulenburg, von Rethen, Roerhand und Bierbaum waren am Erker des Hauses angebracht.